# Fernand Hertenberger
Fernand Hertenberger (né à Reims le 10 avril 1882, mort à Saint-Benoît-du-Sault le 28 août 1970), est un illustrateur, dessinateur, graveur et peintre français.

## Biographie
Élève de Tony Robert-Fleury, de François Flameng et d'Adolphe Déchenaud, il expose régulièrement au Salon des artistes français, et entame une importante carrière d'illustrateur. Surtout connu pour ses eaux-fortes, il livre des planches d'illustration pour les Chroniques Corses de Pierre Dominique en 1926, Psyché de Pierre Louÿs en 1927, le Billet de Lucinde d'Henri de Régnier en 1928, Le Colonel Chabert de Balzac en 1929 et Là-bas de Huysmans (il réalise les estampes en 1926 et les expose lors du Salon des Humoristes de 1929), pour Les Choses voient d'Edouard Estaunié, et La Tentation de saint Antoine en 1943, puis après guerre, pour une édition du Bocage de Ronsard en 1946, Salammbô de Flaubert (1947), Le Trophée des vulves légendaires publié à Bruxelles en 1948, et une édition des Euménides d'Eschyle en 1949, ainsi que les Fables de La Fontaine. 
Il pratique aussi la peinture, participant à plusieurs campagnes décoratives : il décore la Cour d'Assise du palais de justice de Reims (décor détruit pendant la première Guerre mondiale), puis s'installe à Paris, devient professeur de dessin dans le 14e arrondissement et est honoré d'une commande de la mairie : il exécute en 1936 une toile sur le thème des Écrivains du XIVe arrondissement pour la mairie-annexe du 14e arrondissement de Paris, aux côtés de Robert Poughéon et Jean Despujols. 

## Liste des peintures
- Les contes de Perrault, 1928, collection particulière
- Les écrivains du XIVe arrondissement, 1936, Paris, mairie-annexe du XIVe arrondissement.
- Le barreur, 1938, collection particulière.
- Diane et ses nymphes, 1943, collection particulière.